# イオンモール盛岡南
イオンモール盛岡南 （イオンモールもりおかみなみ）は、岩手県盛岡市の盛南開発地区に立地するイオンモール株式会社運営のモール型ショッピングセンターである。地元では主に南イオン（みなみイオン）と呼ばれている。
SC敷地面積74,684m2、商業施設面積57,220m2。駐車場収容台数は約2,400台。

## 概要
都市再生機構による盛岡南新都市土地区画整理事業、いわゆる「盛南開発」が進む盛岡市本宮の将来性豊かな地区で、一帯の商業の核を担っている。国道46号・盛岡西バイパスとシンボルロード「杜の道」が交差する一角に位置し、盛岡駅西口と盛岡南新都市を結ぶ杜の大橋から南に約1kmほどの距離にある。また、北西に4kmほど離れた前潟地区には、イオンモール盛岡（旧・イオン盛岡ショッピングセンター）が立地する。
ショッピングセンターの構造は地上4階・地下1階建て2核1モール形式で、2006年（平成18年）9月の開業当初は盛岡南サティとサンデーの新業態店舗を核テナントとしていた。なお、サンデーは2009年（平成21年）2月22日に撤退した。このうち盛岡南サティは、2006年（平成18年）3月末に閉店した三本柳の店舗からの移転という見方もされているが、微妙な表現ではあるものの「新しくなった盛岡南サティ誕生」と謳われているように、再生した株式会社マイカルによる第一号店であることに加えて、イオンSCへの初出店となることから、心機一転の構えを見せる。サティを運営するマイカルの新規出店は、経営破綻前の2001年（平成13年）1月以来5年9か月ぶりとなる。
商業施設面積でイオン盛岡SCを抜き、岩手県最大級のショッピングセンターとなった。イオンモール盛岡との間違いを避けるため、広告などでは「南」の文字が大きく表示されている。
2006年10月には、当SCとイオン盛岡SCとの間を連絡するシャトルバスが運行されていた（2007年9月廃止）。

## サティからイオンへ
当SCの核テナントとして、マイカルが新規開店した商業施設。マイカルにとって、会社更生後初めて開店したサティであり、初めてイオングループのショッピングセンターに併設されたサティでもある。
当SCにサティが入った経緯として、イオン盛岡ショッピングセンターにジャスコ盛岡店（現・イオン盛岡店）が核店舗として出店していたことと、下記で説明する旧盛岡南サティの実績において27年間の実績があるためである。また、イオンモール盛岡の案件が当初は盛岡(北)サティを核とするマイカル盛岡が出店する予定であったがマイカル破綻によりイオンに移ったものである。
2011年（平成23年）3月1日にマイカルはイオンリテールに吸収合併され消滅。同時にジャスコとサティは店名を「イオン」に統一することになり、核店舗の盛岡南サティもイオン盛岡南店に改称された。
なお、当SCの盛岡南サティが開店する前には同県の紫波郡都南村（現・盛岡市）三本柳に同名のGMS店舗が存在した。1979年（昭和54年）3月に株式会社東北ニチイ（後のマイカル東北）が「ニチイ都南店」として開店し、その後「ニチイ盛岡南店」を経て「（初代）盛岡南サティ」と改称した後、マイカルグループ破綻前にマイカル本体が経営権を譲受したのを経て、2006年（平成18年）3月31日に閉店した。その後、建物は約3年間放置されていたが、2009年（平成21年）春から夏頃に解体。跡地にはケーズデンキ新盛岡南店（運営はデンコードー）が2011年（平成23年）7月28日にオープンした。

## 沿革
- 2004年（平成16年）
  - 6月9日 - 盛岡南新都市土地区画整理事業の大型ショッピングセンター用地の募集受け付けが締め切られ、地域振興整備公団岩手総合開発事務所に県内外の業者から6件の応募があった[3]。
  - 6月30日 - イオン株式会社の出店が内定[4]。
- 2005年（平成17年）
  - 11月2日 - 大規模小売店舗立地法の規定により、岩手県盛岡地方振興局に大規模小売店舗の新設に関する届出を提出[5]。
  - 12月20日 - 起工式を挙行[5]。
- 2006年（平成18年）
  - 4月26日 - マイカルが「イオン盛岡南ショッピングセンター」への出店を表明。
  - 8月6日 - 「イオン ふるさとの森づくり」植樹祭を開催[1]。
  - 9月12日 - 14日 - 「イオン盛岡南ショッピングセンター」プレオープン[1]。
  - 9月15日 - 「イオン盛岡南ショッピングセンター」グランドオープン[1]。
- 2009年（平成21年）
  - 2月22日 - 「ホームシティ盛岡南店」閉店。
  - 5月29日 - 「UNIQLOイオン盛岡南SC店」オープン。
- 2011年（平成23年）
  - 3月1日 - 「盛岡南サティ」を「イオン盛岡南店」に改称。
  - 11月21日 - 「イオン盛岡南ショッピングセンター」を「イオンモール盛岡南」に改称。
- 2012年（平成24年）2月20日 - 住居表示の施行により住所が「盛岡市本宮字稲荷10-1[1]」から「盛岡市本宮七丁目1番1号」へ変更。
- 2013年（平成25年）11月1日 - 管理・運営をイオンモール株式会社に移管。
- 2019年（令和元年）5月7日 - イオンと日本郵便との業務提携に基づき、専門店1階に｢イオンモール盛岡南内郵便局｣が開局[6]。
- 2020年（令和2年）3月1日 - イオン東北株式会社発足[7]に伴い、「イオン盛岡南店」食品売場をイオン東北に移管。
- 2021年（令和3年）9月1日 - イオン東北とイオンリテール東北事業本部の統合[8][9]に伴い、「イオン盛岡南店」の管理・運営および衣料、住居余暇、H&BC各売場をイオン東北に移管。
- 2023年（令和5年）11月 - イオン盛岡南店にて、使用する電力の一部に太陽光で発電した再生可能エネルギー由来の電力の活用を開始[10]。
- 2024年（令和6年）1月25日 - 盛岡東警察署員や従業員などおよそ35人にて、不審者対応訓練を実施[11]。
- 2025年（令和7年）
  - 1月13日 - 大規模改装に伴い、専門店街3階に入居していたバンダレコードが閉店（のちに同年2月22日付で矢巾ショッピングモール「アルコ」内・旧マックハウス跡地へ移転）。
  - 3月7日 - 「イオンモール盛岡南」第1弾リニューアルオープン[12]。
  - 4月18日 - 「イオンモール盛岡南」第2弾リニューアルオープン[13]。
  - 4月25日 - 「島村楽器イオンモール盛岡南店」がオープン。島村楽器は同県初出店となった[14]。
  - 6月13日 - 核テナントの「イオン盛岡南店」を「イオンスタイル盛岡南」に改称すると共に、1階先行リニューアルオープン[15]。
  - 6月17日 - イオンスタイル盛岡南にて、政府との随意契約による備蓄米1900袋（1袋5キロ）を販売[16]。午前8時の開店時には230人が列を作った[16]。
  - 6月20日 - 「イオンモール盛岡南」第3弾リニューアルグラントオープン[17]。「イオンスタイル盛岡南」2階・3階リニューアルオープン[15]。
  - 8月5日 - 「バーガーキングイオンモール盛岡南店」がオープン[18]。バーガーキングは同県初出店となった[18]。

## 専門店
全店の一覧・詳細情報は公式サイト「ショップ&レストラン」を、営業時間およびATM設置金融機関の一覧は公式サイト「インフォメーション」を参照。

## 交通アクセス
バス路線
南側出入口横に2ヶ所停留所がある。1番は当モールが、2番は岩手県交通が設置している。
| 運行事業者                             | 系統                | 行先                   |
| 1（南側出入口真横）                    | 1（南側出入口真横） | 1（南側出入口真横）    |
| -------------------------------------- | ------------------- | ---------------------- |
| 岩手県交通                             | 500・421・424・425  | 盛岡駅                 |
| 岩手県北バス                           | E01                 | 厨川駅                 |
| 岩手県北バス                           | E03                 | 厨川駅西口             |
| 2（ハンマーロック リペアサービス正面） |                     |                        |
| 岩手県交通                             | 421・425            | 都南営業所             |
| 岩手県交通                             | 424                 | 手代森ニュータウン南口 |
| 岩手県交通                             | 530                 | 飯岡十文字             |

この他、仙北町駅西口から当モールを経由してイオンモール盛岡を結ぶ路線があったが、2023年9月30日の運行をもって廃止となった。
自動車
- 東北自動車道盛岡南ICより約2km。
  - ただし、盛岡南ICから当モールに向かう場合はスターバックス盛岡西バイパス店近くの交差点を左折して市道を通る旨を案内している[19]。
  - 駐車場の詳細は公式サイト「駐車場のご案内」を参照。